# Sinularia sandensis
Sinularia sandensis är en korallart som beskrevs av Verseveldt 1977. Sinularia sandensis ingår i släktet Sinularia och familjen läderkoraller. Inga underarter finns listade i Catalogue of Life.